# Gracchische Reformen
Die Gracchischen Reformen waren der Versuch einer Gruppe römischer Politiker um die Brüder Tiberius Sempronius Gracchus und Gaius Sempronius Gracchus, in der Römischen Republik im 2. Jahrhundert v. Chr. Land- und Sozialreformen durchzuführen. Die von ihnen initiierten Gesetze werden nach dem Familiennamen der beiden Brüder als Leges Semproniae (Einzahl Lex Sempronia) bezeichnet. Die Zeit der Reformen (ca. 133–121 v. Chr.) wird nach den Brüdern zuweilen auch als Gracchenzeit bezeichnet. Sie steht am Beginn einer sozialen und politischen Krise der späten Republik, der Phase der Römischen Bürgerkriege.

## Eine Krise der römischen Gesellschaft?
Die traditionelle Sichtweise auf die Ereignisse, die insbesondere auf die Berichte der beiden kaiserzeitlichen griechischen Autoren Appian und Plutarch zurückgeht, ist die folgende: Infolge des Zweiten Punischen Krieges (218 bis 201 v. Chr.) geriet die römische Gesellschaft in eine Krise. Das römische Heer bestand damals aus Kleinbauern, die für den Kriegsdienst ausgehoben wurden und sich selbst ausrüsten mussten. Die lange Dauer des Zweiten Punischen Krieges führte demnach dazu, dass viele Felder lange nicht bestellt werden konnten und die Bauern dadurch ruiniert wurden. Dies wiederum führte zu Problemen bei neuerlichen Aushebungen. Viele Bauern flohen, so die ältere Forschung, in die Städte, wodurch dort die Zahl der Proletarier stark zunahm. Die Gewinner dieser Entwicklung waren die Eliten Roms, die durch den Handel und Investitionen in landwirtschaftliche Betriebe reich wurden. Diese größeren Ländereien oder Latifundien entstanden auf Kosten des ager publicus, des „öffentlichen Bodens“. Diese Entwicklung erzeugte, so meinte man, Aggressionen auf dem Land und gipfelte in einem politischen Kampf im Senat.

Der konstitutionelle Aufbau der Römischen Republik. Erläuterungen in englischer Sprache; Plebeian Tribune = Volkstribun

In jüngerer Zeit haben allerdings Althistoriker wie Klaus Bringmann und Jochen Bleicken vehement Zweifel an dieser Sichtweise geäußert: 20 Jahre nach dem Punischen Krieg und kaum 50 Jahre vor Tiberius Gracchus, um 180 v. Chr., gab es soviel ager publicus und so wenige landlose Interessenten, dass man damals die Möglichkeit, das Land einfach zu besetzen, überhaupt erst eingeräumt und zugleich die Gründung von Bürgerkolonien zunächst eingestellt hatte. Auch seien, so Bringmann, in der Regel nicht Bauern, sondern nur deren jüngere Söhne eingezogen worden; die langen Kriege könnten also kaum zu einer Agrarkrise geführt haben, da im Gegenteil tendenziell gerade jene im Feld starben, die auf dem Hof überzählig waren. Die Menschen hätten ihre Höfe daher meist freiwillig aufgegeben, weil sie in der rasant wachsenden Großstadt Rom auf ein besseres Leben hofften; dies war der Grund für den Soldatenmangel. Eine Landreform hätte daran wenig ändern können. Eine Gegenposition zu dieser unter anderem auch von Forschern wie  Martin Jehne geteilten Interpretation vertritt Jürgen von Ungern-Sternberg.
Insgesamt werden die Motive der Reformer heute vermehrt in Frage gestellt: Nach Ansicht einiger Forscher wie Ulrich Gotter wollten die prominenten Senatoren, die hinter den Gracchen standen, die Reform in Wahrheit dazu nutzen, jene Rivalen, die in den vergangenen Jahren viel vom ager publicus besetzt hatten, ökonomisch zu schwächen, da sie selbst offenbar über andere Formen von Besitz verfügten. Es ging, folgt man dieser Hypothese, also in Wahrheit nie um eine Entlastung der Armen, sondern um aristokratische Streitigkeiten innerhalb der Nobilität. Dies könnte die zunächst überraschende Kompromisslosigkeit beider Seiten erklären. Nach Ansicht der modernen Forschung ging es also um einen Machtkampf innerhalb des Senats, nicht etwa um einen Konflikt zwischen Arm und Reich. Während Tiberius Gracchus dabei vor allem von dem Wunsch getrieben worden sei, seine nach einem schweren Rückschlag kurz zuvor lädierte Karriere zu retten, habe Gaius Gracchus dann in erster Linie nach Rache für seinen älteren Bruder gestrebt, wie sie das aristokratische Ideal forderte. Die Agrarreform war demnach nie der eigentliche Kern der Konflikte.

## Tiberius Sempronius Gracchus
Der Volkstribun Tiberius Sempronius Gracchus ließ um 133 v. Chr. zur Wiederherstellung des Kleinbauerntums Land aus dem Gemeindebesitz (Ager publicus) an Proletarier verteilen. Großgrundbesitz, der über eine per Gesetz festgelegte Grenze von 500 iugera (ca. 125 ha) hinausging, sollte von einer aus drei Männern bestehenden Kommission verteilt werden, wobei die einzelnen Bauern jeweils 30 iugera erhalten sollten. Diese Maßnahmen dienten zumindest vordergründig zur Wiederherstellung der Wehrkraft und zur Beseitigung der Folgen der Proletarisierung. Daneben sollte das Projekt Gracchus dazu dienen, seine durch einen schweren Rückschlag einige Jahre zuvor lädierte Karriere zu retten; hinter Gracchus stand nach Ausweis der Quellen eine Gruppe der reichsten und mächtigsten Senatoren.
Die Opposition gegen diese Reformen war stark und kam vor allem aus den Reihen der weniger wohlhabenden Senatoren, die auf die Nutzung des ager publicus angewiesen waren. Auch der Vorschlag, den bisherigen Nutzern bis zu 1000 iugera zuzugestehen (jeweils 250 zusätzlich für die beiden ältesten Söhne), führte zu keiner Einigung. Unklar ist, ob Gracchus seinen Gesetzesvorschlag dem Senat gar nicht erst zur Beratung vorlegte oder die Ablehnung durch die meisten Senatoren ignorierte. Indem er das Gesetz ohne Zustimmung des Senats vor das Volk brachte, verstieß er zwar nicht gegen das Gesetz, wohl aber gegen die herrschende Praxis. Als einer der neun anderen Volkstribunen, Marcus Octavius, die Durchsetzung der Reform zunächst per Veto verhinderte, ließ Gracchus diesen durch Abstimmung in der Volksversammlung abwählen und nach diesem Verfassungsbruch das Ackergesetz von der Volksversammlung beschließen. Als er im Begriff war, sich durch einen weiteren Normenverstoß, nämlich einen Verstoß gegen das Iterationsverbot, erneut zum Volkstribun wählen zu lassen, witterten seine Gegner im Senat einen Umsturzversuch und erschlugen ihn, angeführt vom Pontifex Maximus. 
Tiberius Gracchus war wahrscheinlich ein Revolutionär wider Willen, da seine Ziele konservativ, aber seine Methoden revolutionär waren. Moderne Historiker sind zu dem Schluss gelangt, dass der Niedergang der Römischen Republik mit ihm bzw. mit der durch sein Schicksal deutlich werdenden Unfähigkeit der römischen Aristokratie, ihre wachsende Rivalität friedlich beizulegen, ihren Anfang nahm (siehe römische Bürgerkriege). Mit Gracchus hielten Verfassungsbruch und Gewalt Einzug in die römische Innenpolitik. Die Reformbemühungen von Tiberius Gracchus endeten mit seiner Ermordung durch die römischen Eliten auf dem Marsfeld. Keiner seiner Mörder kam vor Gericht.

## Gaius Sempronius Gracchus
Der Volkstribun Gaius Sempronius Gracchus hatte ähnliche, aber weiterreichendere Ziele als sein Bruder Tiberius. Es ging ihm darum, die Ehre seiner altadligen Familie wiederherzustellen; zudem galt es als Pflicht eines römischen Aristokraten, Rache für Verwandte zu nehmen. Zehn Jahre nach der Ermordung des Tiberius begann Gaius mit der Erneuerung des Ackergesetzes und der Versorgung der bedürftigen Stadtbevölkerung mit billigem Getreide. Wie bereits sein Bruder fand er keine Mehrheit im Senat. Er ließ bestimmte Richterstellen von Mitgliedern der Ritter besetzen (Lex iudiciaria), um diesen Stand für seine Pläne zu gewinnen. Außerdem führte er eine geregelte Besteuerung der Provinz Asien ein, scheiterte aber wegen des Widerstandes der Senatsmehrheit und der niederen Volksschichten mit seinem Antrag auf Verleihung des Vollbürgerrechtes an die Latiner und des römischen Bürgerrechtes an die anderen Bundesgenossen.
Der Senatsmehrheit, die Gracchus’ Popularität fürchtete, gelang es, ihm auf dem Wege der Demagogie seine Anhänger abspenstig zu machen und 121 v. Chr. seine Wiederwahl als Volkstribun zu verhindern. Nun drohte ihm eine Anklage wegen Verfassungsbruchs. Es kam zu Straßenkämpfen; Gaius Gracchus und seine Anhänger besetzten den Aventin, woraufhin der Senat erstmals den Staatsnotstand erklärte (SCU = Senatus consultum ultimum). Gracchus’ Gefolgsleute wurden zu Hunderten erschlagen, er selbst ließ sich von einem Sklaven töten. Die Ackerkommission stellte einige Jahre später die Arbeit ein.
Die Gracchen wurden bereits in der Antike von popularen Politikern zu Vorkämpfern des einfachen Volkes verklärt, und diese Sichtweise wirkt bis heute intensiv nach. Sie hat aber nach fast einhelliger Meinung der heutigen Althistoriker wenig mit der historischen Realität zu tun.

## Leges Semproniae
In ihren jeweiligen Amtszeiten als Volkstribun beantragten Tiberius und Gaius Sempronius Gracchus unter anderem folgende Gesetze:
Durch Tiberius Sempronius Gracchus 133 v. Chr. beantragtes Gesetz
- Lex agraria („Ackergesetz“): Erstes der umfangreichen Ackergesetze über die Neuverteilung des Ager publicus und weitere besitzrechtliche Fragen

Durch Gaius Sempronius Gracchus 123 v. Chr. und 122 v. Chr. beantragte Gesetze
- Lex agraria („Ackergesetz“): Neubeantragung des ersten Ackergesetzes von 133 v. Chr., das zwischenzeitlich aufgehoben worden war
- Lex frumentaria („Getreidegesetz“): Regelte den billigen Verkauf von Getreide an die städtische Plebs: Jeder sollte für 6⅓ Asse fünf Scheffel pro Monat ausgehändigt bekommen.
- Lex iudiciaria („Geschworenengesetz“): Drängte den Einfluss der Senatoren zugunsten der Ritter (Equites, Singular Eques) in den Gerichtshöfen zurück.
- Lex militaris („Wehrgesetz“): Jugendliche vor dem 17. Lebensjahr durften nicht als Soldaten ausgehoben werden. Außerdem übernahm der Staat die Kosten für die Ausrüstung der Rekruten.
- Lex de provincia Asia („Gesetz über die Provinz Asia“): Einführung des römischen Steuerpachtsystems in dieser Provinz anstelle desjenigen der Attaliden, das bisher zur Anwendung gekommen war.
- Lex de provinciis consularibus („Gesetz über die Konsularprovinzen“): Die Wahl der Konsuln sollte zukünftig erst stattfinden, nachdem festgelegt worden war, welche Provinz ihnen nach ihrer Amtszeit zugeteilt werden soll.
- Lex de provocatione („Gesetz über die Berufung“): Setzte das Provokationsrecht und seine Modalitäten fest und verbot Eingriffe von Magistraten in dieses Recht, nach dem ein Bürger, der sich durch Magistrate bedroht sah, das Volk um Beistand anrufen konnte.
- Lex de viis muniendis („Gesetz über den Ausbau der Straßen“): Förderung des öffentlichen Straßenbaus.